# 린마오성

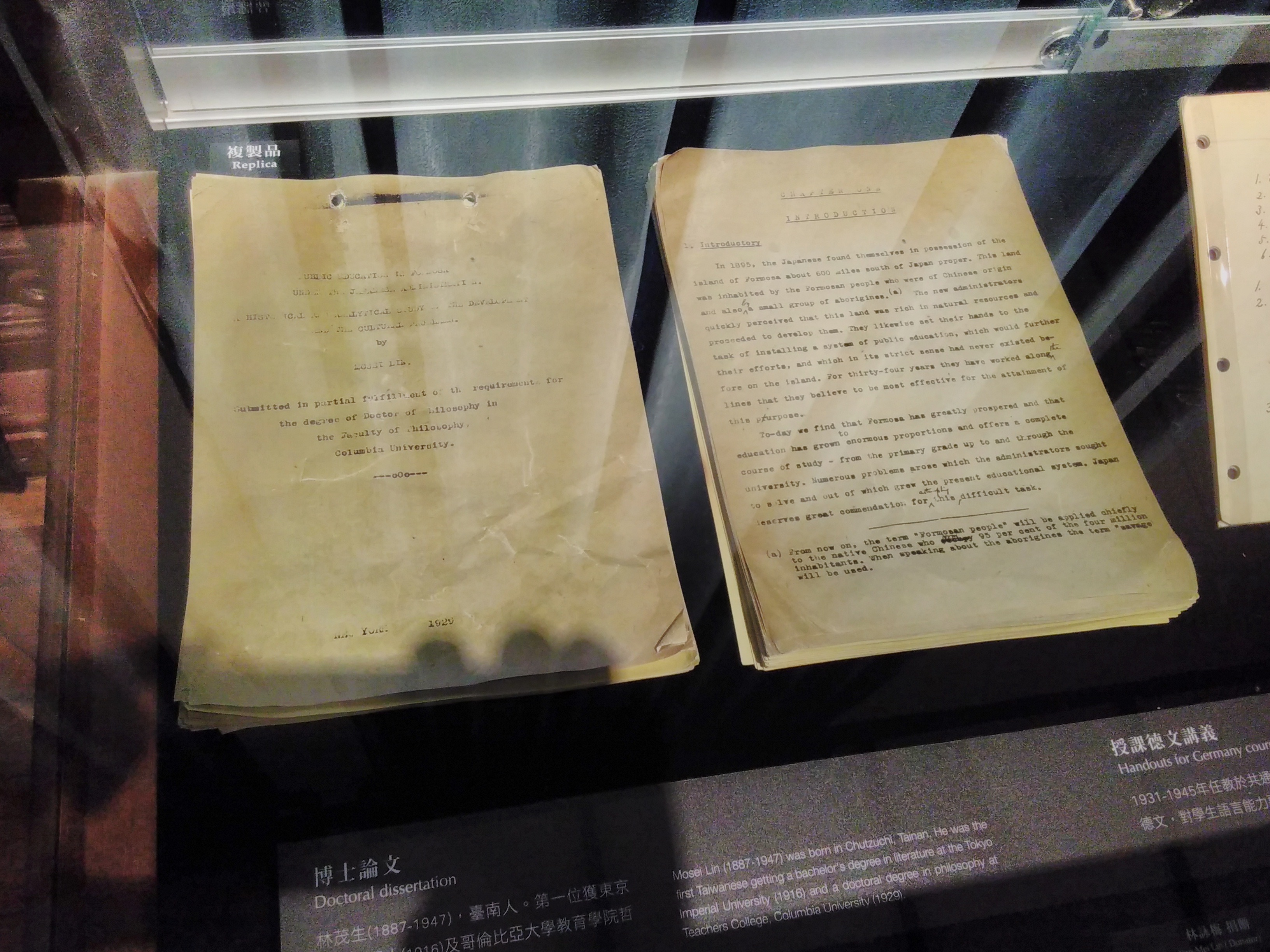
NCKU 박물관에 전시된 린 마오성의 컬럼비아 대학교 철학박사(박사) 학위논문 복제품.

린 마오성(중국어 정체자: 林茂生, 병음: Lín Màoshēng, 백화자: Lîm Bō͘-seng; 가타카나: リン モセイ; 1887년 10월 30일 출생, 1947년 3월 11일 실종)은 대만의 학자이자 교육자이며, 미국에서 철학박사(Ph.D.) 학위를 받은 최초의 대만인이다. 그는 또한 서예가이자 기독교인이었다.
린은 1947년 대만 2·28 사건 발생 며칠 만에 실종되었다. 그는 일반적으로 섬 전체의 민중 봉기 이후 중국국민당의 탄압의 일환으로 살해된 것으로 여겨진다.
린의 둘째 아들인 린 종이는 정신의학 분야의 학자이자 교육자였다.

## 연혁
1887년 – 장로회 목사 가정에서 청나라 치하 대만 타이난부(현재의 타이난시)에서 태어났다.
1916년 – 도쿄 대학에서 철학 인문사회 학사 학위를 취득했다. 그는 이 대학의 최초 대만인 졸업생이었다.
1928년 – 뉴욕 컬럼비아 대학교에서 문학 인문사회 석사 학위를 취득했다. 그는 존 듀이와 폴 먼로 밑에서 공부했다.
1929년 – 컬럼비아 대학교에서 교육 철학박사 학위를 취득했다. 그의 박사 학위논문은 "일본 통치 하의 포르모사 공교육: 발전과 문화 문제에 대한 역사적, 분석적 연구"라는 제목이었다. 영어로 쓰인 이 논문은 2000년까지 중국어로 번역되지 않았다.
1945년 – 타이베이시 국립 타이완 대학에서 예술학부 학장이 되었다.
1947년 – 3월 11일 실종되었다.